# Ludwik Figlus
Ludwik Figlus (ur. 1 lipca 1889 w Jasnym Polu, zm. wiosną 1940 w Charkowie) – kapitan piechoty Wojska Polskiego, kawaler Orderu Virtuti Militari, ofiara zbrodni katyńskiej.

## Życiorys
Syn Jana i Marii z Chmielarzów. 
W latach 1911–1913 odbył służbę w armii niemieckiej. Zmobilizowany 1 sierpnia 1914  został wysłany na front zachodni. Dwukrotnie ranny i zatruty gazami bojowymi, był leczony w szpitalu pod Berlinem.
W 1919 roku zgłosił się na ochotnika do Wojska Polskiego został skierowany do Wielkopolskiej Szkoły Podchorążych Piechoty nr 2 w Biedrusku, po ukończeniu której został dowódcą kompanii w 57 pułku piechoty wielkopolskiej. Z pułkiem uczestniczył w wojnie polsko-bolszewickiej. 20 maja 1920 roku na czele dowodzonej przez siebie kompanii w czasie bitwy pod Boguszewicami zajął miejscowość, zdobył duże ilości sprzętu wojskowego oraz kilkudziesięciu jeńców. Za ten czyn został odznaczony Orderem Virtuti Militari.
Po zakończeniu działań wojennych, do 1925 roku pozostał w macierzystym pułku. 
Ludwik Figlus mianowany został porucznikiem ze starszeństwem z dniem 1 czerwca 1919 roku. Z dniem 1 lipca 1923 roku awansował do stopnia kapitana. W 1925 roku został na rok przydzielony do 15 batalionu KOP. Następnie powrócił do swojego pułku, gdzie służył do 1935 roku, kiedy to został przeniesiony w stan spoczynku.
W czasie mobilizacji w 1939 roku powrócił do służby czynnej. Po agresji ZSRR na Polskę w nieznanych okolicznościach dostał się do niewoli sowieckiej i został osadzony w obozie w Starobielsku. Wiosną 1940 roku został zamordowany przez funkcjonariuszy NKWD w Charkowie i pogrzebany potajemnie w bezimiennej mogile zbiorowej w Piatichatkach, gdzie od 17 czerwca 2000 roku mieści się oficjalnie Cmentarz Ofiar Totalitaryzmu w Charkowie. Figuruje na Liście Starobielskiej NKWD, pod poz. 3467. 

## Upamiętnienie
5 października 2007 roku minister obrony narodowej Aleksander Szczygło mianował go pośmiertnie na stopień majora. Awans został ogłoszony 9 listopada 2007 roku w Warszawie, w trakcie uroczystości „Katyń Pamiętamy – Uczcijmy Pamięć Bohaterów”.

## Ordery i odznaczenia
- Krzyż Srebrny Orderu Wojskowego Virtuti Militari nr 3480 (1922)[10]
- Krzyż Niepodległości
- Medal Pamiątkowy za Wojnę 1918–1921
- Medal Dziesięciolecia Odzyskanej Niepodległości